# سرخرگ حلقی بالارو
سرخرگ حلقی بالارو  یا شریان حلقی صعودی یک سرخرگ در ناحیه گردن است که خون بخش حلق را تأمین می‌کند و از قسمت فوقانی قوس آئورت دوم جنینی ایجاد می‌شود.
این رگ کوچک‌ترین شاخه سرخرگ کاروتید بیرونی است. این رگ بلند و باریک است و به طور عمقی در درون گردن جای دارد. این رگ در زیر شاخه پ‌های دیگر کاروتید بیرونی و زیر ماهیچه نیزه‌ای‌حلقی جای دارد. این رگ بالاتر از انشعاب سرخرگ کاروتید مشترک است.
این سرخرگ به طور معمول در تنه‌های حلق و نورومننژال جنینی جدا می‌شود. رگ‌های تنه حلق معمولاً از چندین شاخه تشکیل شده است که خون عضلات تنگ‌کننده حلق میانی و زیرین و نیزه‌ای‌حلقی را در آن‌ها و در غشاء مخاطی تامین می‌کنند. این شاخه‌ها با عوامل سرخرگ فکی در تعادل همودینامیک هستند. تنه مغز و اعصاب به طور معمول از تقسیمات ژوگولار و زیرزبانی تشکیل شده است که برای تأمین ساختارهای منطقه‌ای مننژ و عصب وارد سوراخ ژوگولار و زیرزبانی (هیپوگلوسال) می‌شود. در مجموع تعادل این مجموعه با شاخه‌های سرخرگ‌های مهره‌ای، پس‌سری، مننژیال پشتی، سرخرگ‌های میانی درونی و کاروتید درونی (از راه آن شاخه‌های کاروتیدوتمپانیک، تنه‌های مننگوهیپوفیزی و زیر شاخه‌ای) برقرار می‌شود. همچنین شاخه تمپانیک زیرین وجود دارد که به سمت حفره گوش میانی بالا می‌رود. این رگ از راه نوع سرخرگ کاروتید نابجا در بازسازی سرخرگ کاروتید درونی نقش دارد. شاخه عضلانی سرخرگ حلقی بالارو با بازی اودنتوئید از سرخرگ مهره‌ای در تعادل است.

## نشانی
این رگ از نزدیکی بخش پشتی سرخرگ کاروتید بیرونی آغاز می‌شود و به‌صورت بالارو و عمودی میان سرخرگ کاروتید درونی و کنار حلق، به زیر سطح پایه جمجمه و ماهیچه دراز سر می‌رسد.